# رون باريت (لاعب كرة قدم)
رون باريت (بالإنجليزية: Ron Barrett)‏ هو لاعب كرة قدم بريطاني في مركز الهجوم، ولد في 22 يوليو 1939 في ريدنغ في المملكة المتحدة. لعب مع غريمسبي تاون.